# Fiat Panda
Fiat Panda – samochód osobowy klasy aut najmniejszych produkowany pod włoską marką Fiat od 1980 roku. Następcą tego modelu jest Fiat Grande Panda.

## Pierwsza generacja

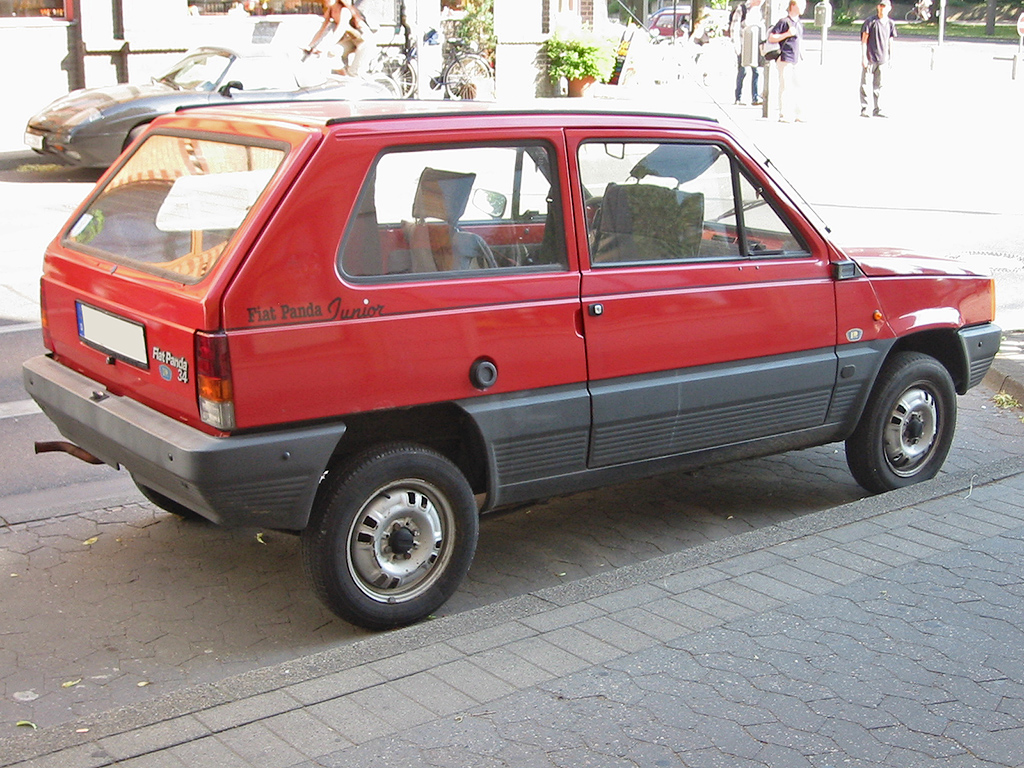
Fiat Panda I – tył

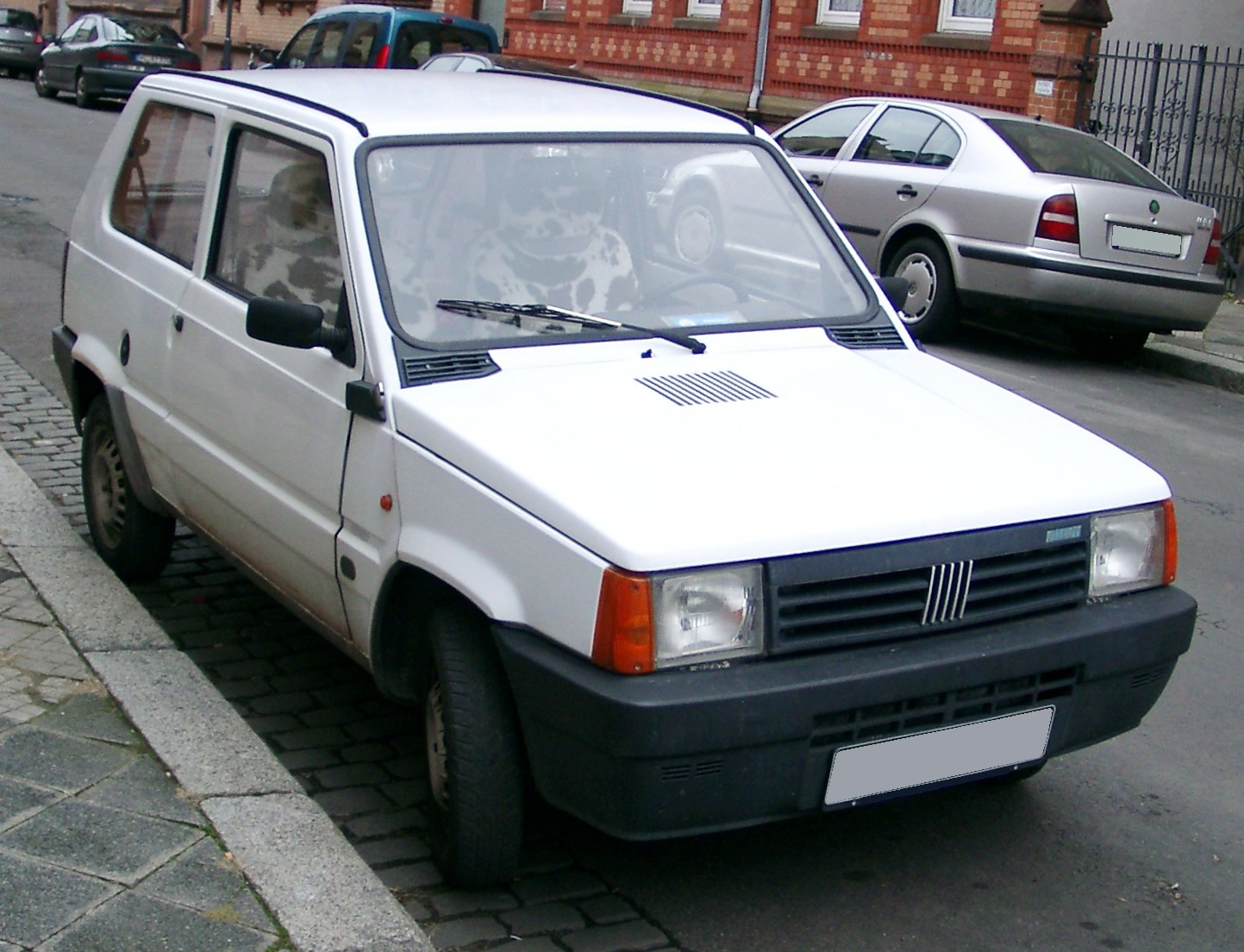
Fiat Panda I po liftingu

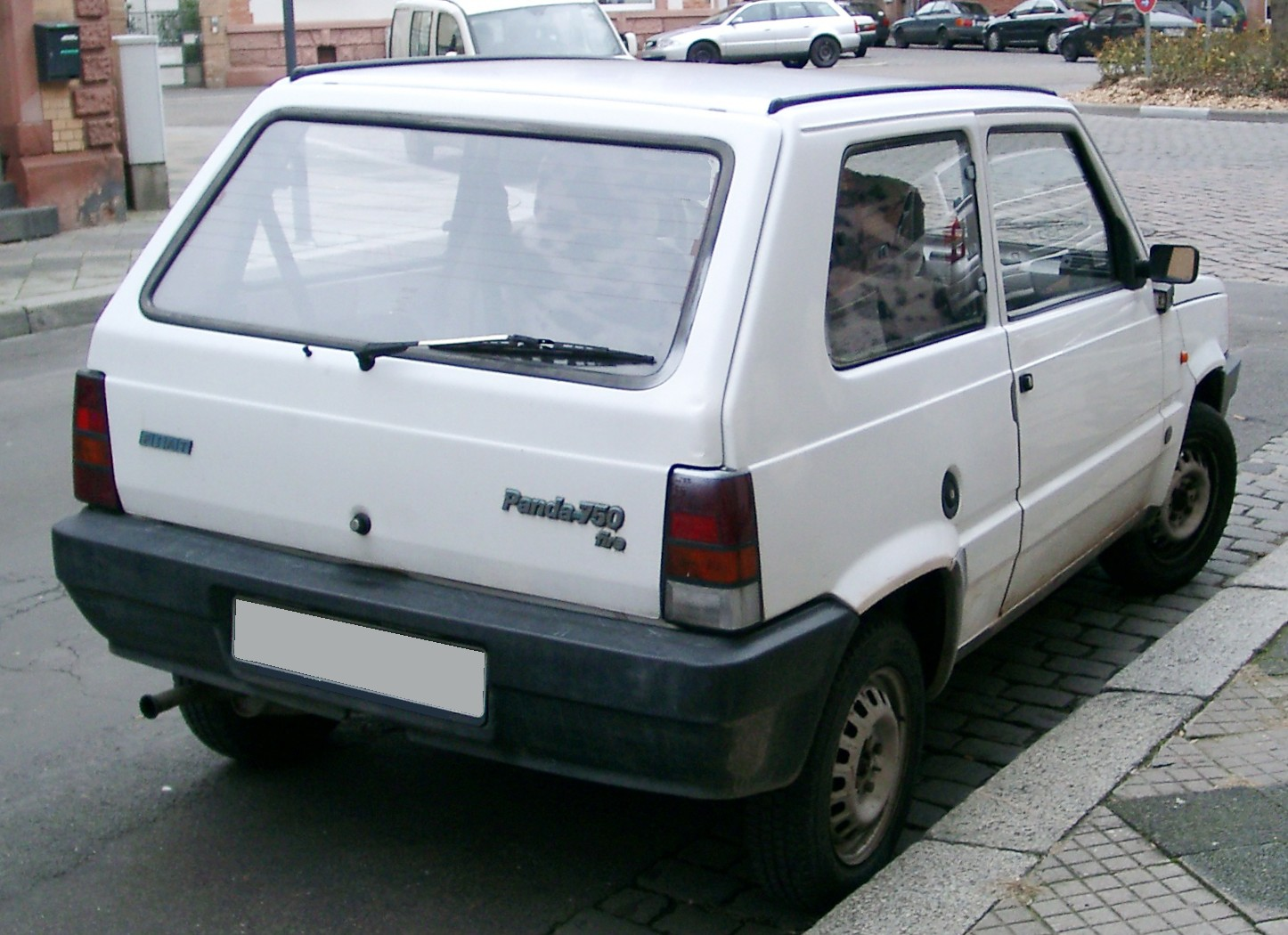
Fiat Panda I – tył po liftingu

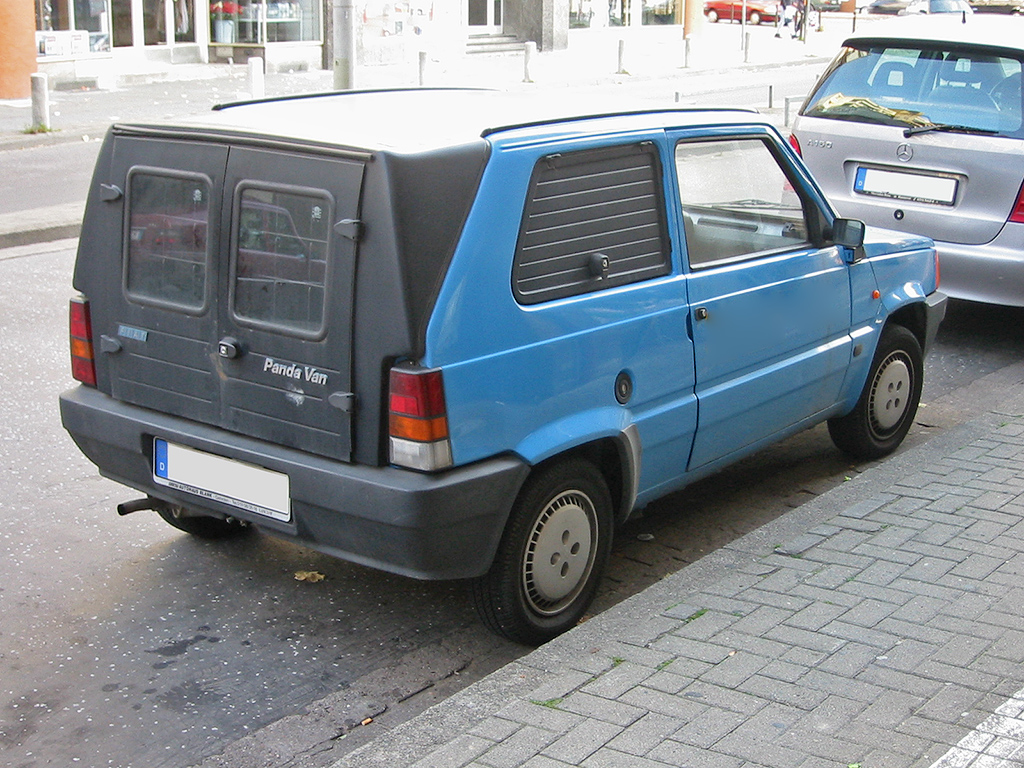
Fiat Panda I Van

Fiat Panda I został po raz pierwszy zaprezentowany w 1979 roku.
Pojazd zaprojektowany został przez Giorgetto Giugiaro, którego zadaniem było zaprojektowanie pojazdu tak, aby produkcja wszystkich jego elementów i podzespołów była jak najtańsza. Auto otrzymało proste, pudełkowate kształty, tanie plastiki, prostokątne reflektory oraz płaskie szyby. Produkowane było wyłącznie jako 3-drzwiowy hatchback.
W 1980 roku rozpoczęto produkcję licencyjną pojazdu pod hiszpańską marką SEAT. Wersja osobowa pojazdu oznaczona była symbolem Marbella, a wersja furgonowa Terra. W latach późniejszych planowano uruchomić produkcję pojazdu w polskiej Fabryce Samochodów Małolitrażowych. Z planów zrezygnowano z powodu ogłoszenia w 1981 roku stanu wojennego.
W 1982 roku podczas targów motoryzacyjnych w Paryżu zaprezentowano dwie odmiany pojazdu: 34 Super oraz 45 Super. Różniły się od pozostałych niewielkimi zmianami stylistycznymi – między innymi nową atrapą chłodnicy, z pięcioma srebrnymi ukośnymi liniami, wykonaną z czarnego tworzywa oraz 5-biegowymi skrzyniami biegów. Pozostałe wersje nadal były produkowane jako modele Comfort. W lutym 1983 roku pojawiła się także wersja 30 Super.
W czerwcu 1983 roku rozpoczęto produkcję pojazdu w wersji z napędem na cztery koła, który zaprojektowany i dostarczony został przez austriacką firmę Steyr-Daimler-Puch. Wersja ta napędzana była silnikiem czterocylindrowym o pojemności 965 cm³, o mocy maksymalnej 48 KM, pochodzącym z Autobianchi A112. W celu lepszej jazdy pod górę zastosowano pięciostopniową skrzynię biegów z wytrzymałymi kołami zębatymi. Zachowano niezależne zawieszenie kół przednich na wahaczach poprzecznych i sprężynach śrubowych; oś tylna była sztywna, na dwóch trapezowych resorach. Panda 4x4 osiągała maksymalna prędkość 135 km/h i radziła sobie ze wzniesieniem 42°. Był to pierwszy mały samochód z silnikiem umiejscowionym poprzecznie z napędem na cztery koła. Samochód ten produkowany był do 1986 roku.
W listopadzie 1984 roku we wszystkich wersjach pojazdu zastosowano zmiany z modeli Super. Poważniejsze zmiany nastąpiły w lipcu 1986 roku, kiedy pojawiły się silniki z rodziny FIRE. Silnik 652 cm³ został zamieniony na jednostkę o pojemności 769 cm³, a 903 cm³ na 999 cm³. Oba silniki były chłodzone cieczą. Modyfikacji uległa sztywna tylna oś, zmieniona na zawieszenie półzależne. W tym samym roku wprowadzono pierwszy silnik wysokoprężny (1302 cm³, moc 36 KM). Szyby drzwiowe dzielone zostały zastąpione całymi, poprawiono ochronę przeciwkorozyjną, zmienił się wystrój wnętrza pojazdu. Została także wprowadzona wersja Van – była to podstawowa wersja wyposażeniowa Pandy, bez tylnej kanapy. Posiadała zaślepki tylnych okien oraz nadbudówkę z czarnego tworzywa z dwojgiem drzwi zamiast tylnej klapy. Pojemność przestrzeni bagażowej wynosiła 1000 litrów.
W 1991 roku przeprowadzono kolejny face lifting pojazdu, zastosowano wówczas lusterka i siedzenia z zagłówkami takimi jak posiadał nowo wypuszczony Cinquecento. W tym  Pojawiła się w ofercie Panda Selecta z bezstopniową skrzynią biegów CVT i nowym silnikiem o pojemności 1108 cm³ i mocy 50 KM/83 Nm (0–100 km/h w 16,9 s, Vmaks 140 km/h), który zastosowano także w wersji 4x4 Selecta.
W plebiscycie na Europejski Samochód Roku 1981 samochód zajął 2. pozycję (za Fordem Escortem MkIII).

### Wersje pojazdu
- Panda 30 – z silnikiem R2, 652 cm³ o mocy 30 KM z Fiata 126, (1980)
- Panda 45 – z silnikiem R4, 903 cm³ o mocy 45 KM z Fiata 127 (1980)
- Panda 34 – z silnikiem R4, 843 cm³ o mocy 34 KM z Fiata 850 (1982)
- Panda 4x4 Cross Country – z silnikiem R4, 965 cm³ o mocy 48 KM z Autobianchi A112 (1983). Od Fiat Panda 4x4 Trekking praktycznie niczym się nie różni oprócz nazwy. Co roku odbywają się rajdy panda, w których Pandy 4x4 Trekking i Cross Country przejeżdżają trasę z Madrytu nad jezioro Mohamed V[7].
- Panda 750 – z silnikiem R4, 769 cm³ o mocy 33 KM (1986)
- Panda 1000 – z silnikiem R4, 999 cm³ o mocy 50 KM (1986)
- Panda 1300D – z silnikiem wysokoprężnym R4, 1302 cm³ o mocy 36 KM (1986)
- Panda Selecta – z silnikiem R4, 1108 cm³ o mocy 50 KM (1986)

## Druga generacja

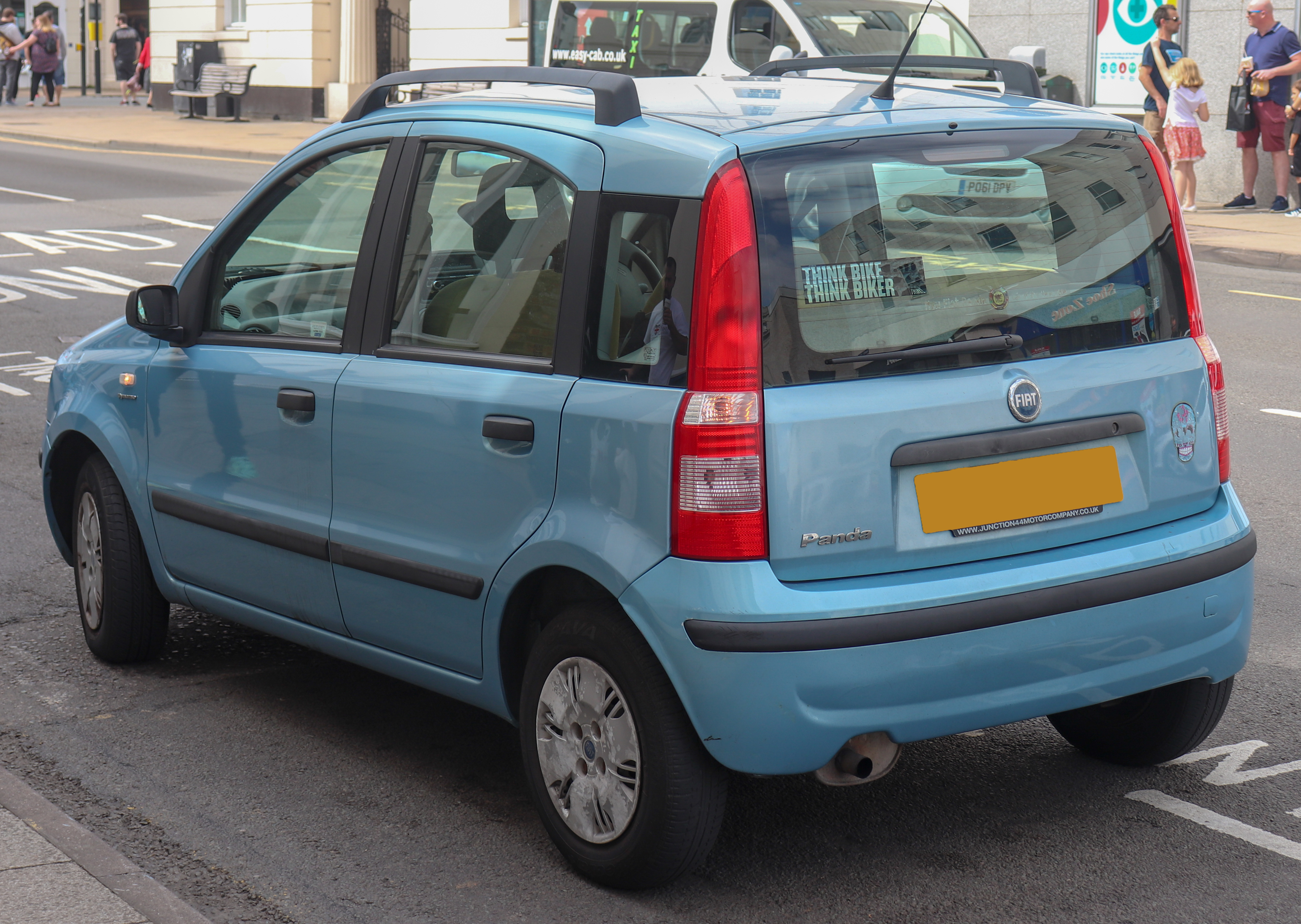
Fiat Panda II – tył

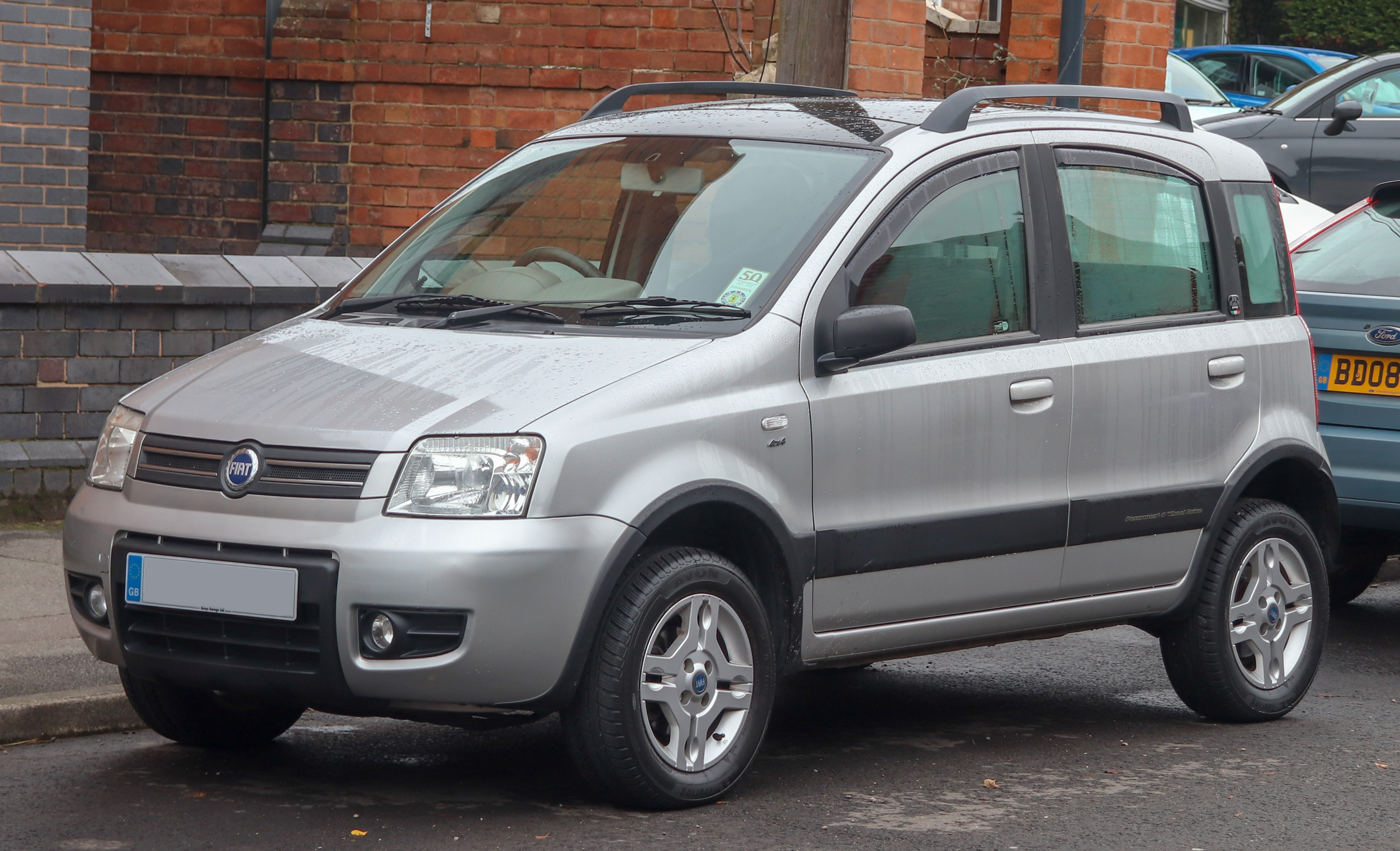
Fiat Panda II 4x4

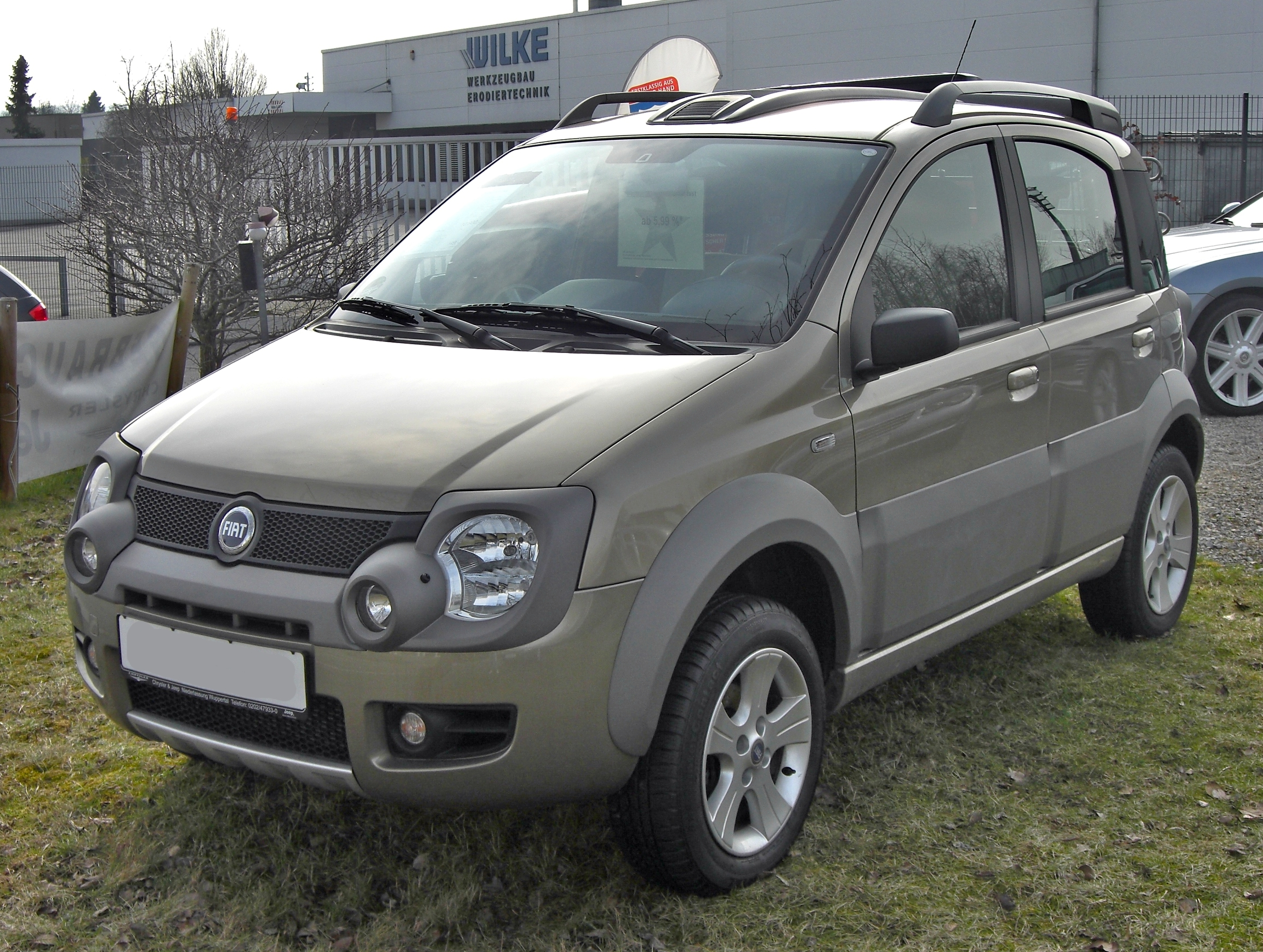
Fiat Panda II Cross

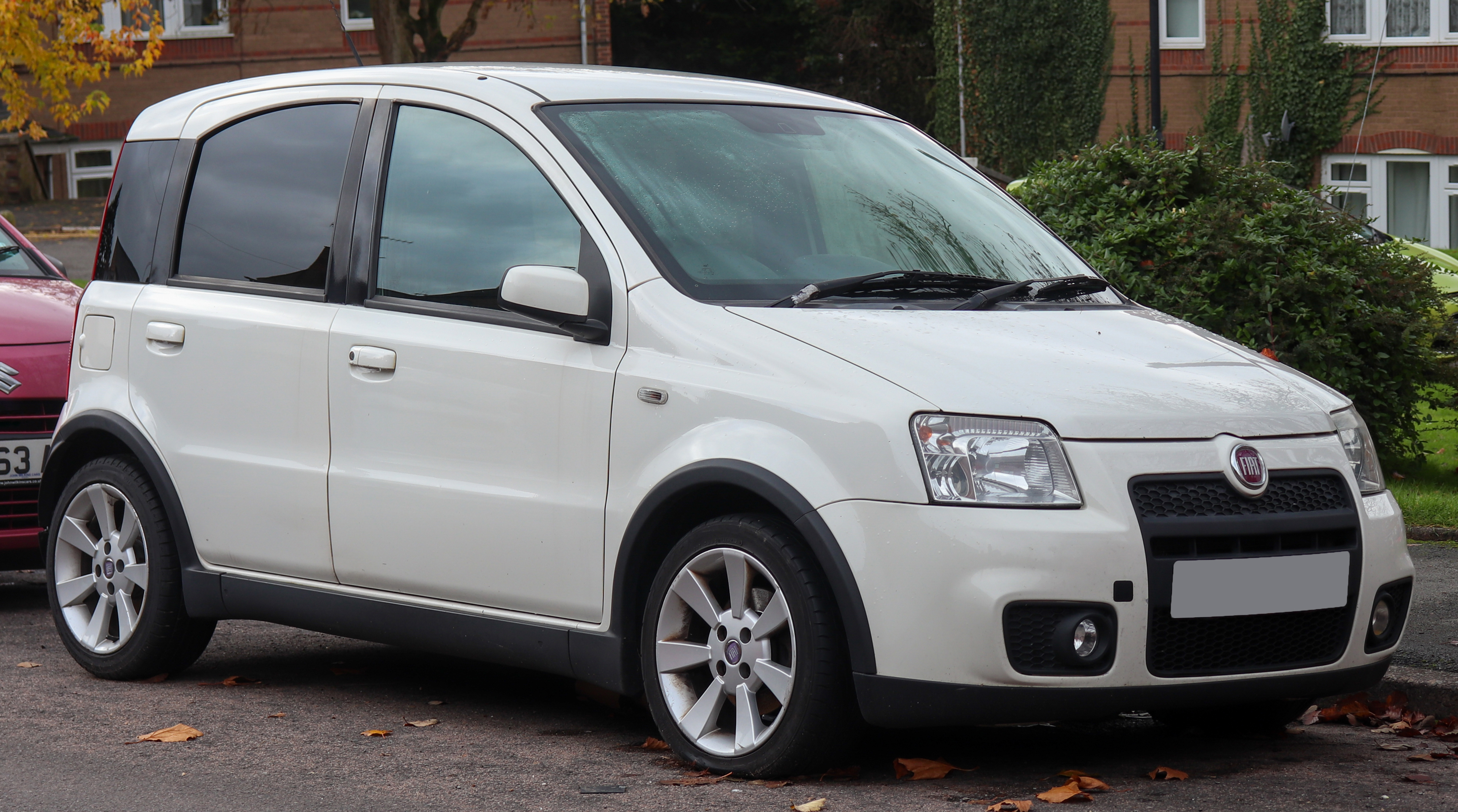
Fiat Panda II 100HP

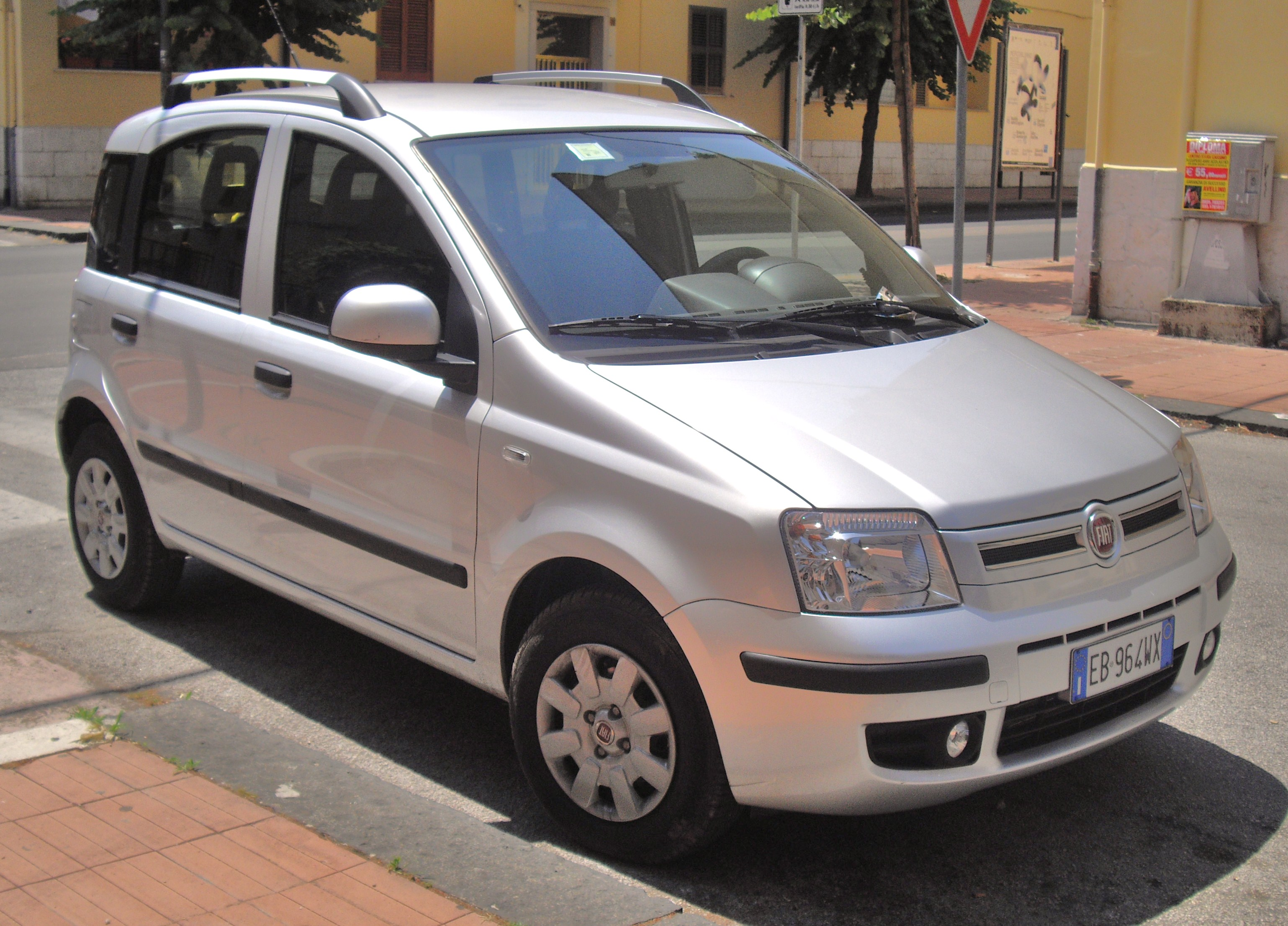
Fiat Panda II po liftingu

Fiat Panda II został zaprezentowany po raz pierwszy w 2003 roku.
4 marca 2003 roku podczas targów motoryzacyjnych w Genewie zaprezentowano model Fiat Gingo (FIAT 169), którego produkcja ulokowana została w fabryce Fiat Auto Poland w Tychach. 15 stycznia 2003 roku rozpoczęto produkcję preserii, z której egzemplarze pojazdu służyły do testów i sprawdzenia osiągów. Produkcję pojazdu rozpoczęto w maju 2003 roku pod nazwą Gingo. W lipcu 2003 roku po protestach francuskiego koncernu Renault z powodu zbyt podobnej nazwy Gingo do Twingo zmieniono nazwę modelu na Panda II. Pojazd w palecie modelowej Fiata mieści się poniżej Punto. Zastąpił on Pandę I oraz na niektórych rynkach motoryzacyjnych Seicento. Oficjalna sprzedaż pojazdu uruchomiona została 10 września 2003 roku. Uruchomienie produkcji pojazdu kosztowało 600 milionów euro.
Początkowo pojazd oferowany był wyłącznie z czterocylindrowym silnikiem benzynowym o pojemnościach 1,1 (1108 cm³) 54 KM, 1,25 (1242 cm³) 60 KM. W październiku 2003 roku do oferty wprowadzono silnik wysokoprężny o pojemności 1,3 l (1248 cm³) wykonany w technologii Multijet o mocy 70 KM. W listopadzie 2003 roku międzynarodowe jury konkursu „Car of the Year” wybrało pojazd Samochodem Roku 2004.
W 2004 roku wprowadzono na rynek wersję z napędem na cztery koła o nazwie 4x4. Rok później zaprezentowano wersję z napędem 4x4 oraz elektroniczną blokadą mechanizmu różnicowego 4x4 Cross. W kwietniu 2006 roku zaprezentowano wersję Monster. Jest to edycja limitowana pojazdu powstała w liczbie 695 egzemplarzy.
Latem 2006 roku przeprowadzono pierwszy delikatny lifting pojazdu polegający na zmianie atrapy chłodnicy oraz wprowadzono wersję sportową pojazdu 100 HP napędzaną silnikiem 1.4 16V o mocy 100 KM. Pojazd otrzymał zmienione oraz szersze zderzaki, większą atrapę chłodnicy, spojler oraz tylny zderzak wyposażony w imitację dyfuzora, a także przyciemniane tylne szyby i 15-calowe alufelgi.
5 września 2007 roku wyprodukowano milionowy egzemplarz pojazdu.
21 lipca 2009 wyprodukowano 1,5-milionowy egzemplarz modelu. W lipcu 2009 roku zaprezentowana została edycja specjalna 4x4 Adventure. Pojazd wyróżnia się zielonym nadwoziem i pakietem stylistycznym dodającym terenowego charakteru. We wrześniu 2009 roku zakończono produkcję Pandy z silnikami 1,1 o mocy 54 KM i 1,2 o mocy 60 KM, zastępując je od października 2009 roku silnikiem o pojemności 1,2 69 KM, spełniającym normę emisji spalin EURO 5. W ofercie pozostał także jeden silnik wysokoprężny 1,3 75 KM z filtrem DPF (wycofano 70-konną wersję tego silnika). Oprócz wprowadzenia nowego silnika, wersja MY 2010 otrzymała zmienioną przednią część nadwozia (atrapa chłodnicy lakierowana w kolorze nadwozia) oraz większe lusterka, a także nowe zegary deski rozdzielczej. 4 lipca 2011 roku wyprodukowano dwumilionowy egzemplarz.
Na początku 2012 roku z powodu wprowadzenia do produkcji trzeciej generacji pojazdu, zmieniono nazwę modelu II generacji na Panda Classic, pozostawiając w ofercie jeden silnik benzynowy 1,2 69 KM. Wycofana została wersja 4x4 oraz napędzana silnikiem wysokoprężnym. Panda Classic standardowo wyposażona jest m.in. w lakierowane pod kolor nadwozia zderzaki, 2 poduszki powietrzne, system ABS z EBD, elektryczne wspomaganie kierownicy, regulowaną na wysokość kierownicę, elektryczne sterowanie szyb, zamek centralny oraz instalację radiową.
20 grudnia 2012 roku z fabryki Fiat Auto Poland w Tychach zjechał ostatni Fiat Panda II generacji. Wyprodukowano 2 168 491 egzemplarzy pojazdu. Produkcję zakończono, ponieważ samochód nie spełniał przepisów homologacyjnych wchodzących w życie wraz z początkiem 2013 roku, a konieczne zmiany homologacyjne byłyby wielomilionową inwestycją.

### Silniki
| Silnik                 | Pojemność skokowa [cm³] | Typ silnika        | Moc maksymalna [KM] przy obr./min | Maks. moment obrotowy [Nm] przy obr./min | Przyspieszenie 0–100 km/h [s] | Prędkość maks. [km/h] |                    |                    |                    |
| Silniki benzynowe:     | Silniki benzynowe:      | Silniki benzynowe: | Silniki benzynowe:                | Silniki benzynowe:                       | Silniki benzynowe:            | Silniki benzynowe:    | Silniki benzynowe: | Silniki benzynowe: | Silniki benzynowe: |
| ---------------------- | ----------------------- | ------------------ | --------------------------------- | ---------------------------------------- | ----------------------------- | --------------------- | ------------------ | ------------------ | ------------------ |
| 1.1 Fire               | 1108                    | R4                 | 54/5000                           | 88/2750                                  | 15                            | 150                   |                    |                    |                    |
| 1.2                    | 1242                    | R4                 | 60/5000                           | 102/2500                                 | 14                            | 155                   |                    |                    |                    |
| 1.2                    | 1242                    | R4                 | 69/5000                           | 102/2500                                 | 13,4                          | 162                   |                    |                    |                    |
| 1.4 16V                | 1368                    | R4                 | 100/6000                          | 131/4250                                 | 9,5                           | 185                   |                    |                    |                    |
| Silniki wysokoprężne:  |                         |                    |                                   |                                          |                               |                       |                    |                    |                    |
| 1.3 Multijet JTD       | 1248                    | R4                 | 70/4000                           | 145/1500                                 | 13                            | 160                   |                    |                    |                    |
| 1.3 Multijet JTD       | 1248                    | R4                 | 75/4000                           | 145/1400                                 | 12,4                          | 165                   |                    |                    |                    |
| Silniki napędzane CNG: |                         |                    |                                   |                                          |                               |                       |                    |                    |                    |
| 1.2 Natural Power      | 1242                    | R4                 | 52/5000                           | 88/3000                                  | 19                            | 140                   |                    |                    |                    |

### Wersje wyposażenia (2003)
- Actual
- Active
- Active Plus
- Dynamic
- Dynamic Plus
- Emotion
- Sport 100 HP
- 4x4
- 4x4 Adventure
- 4x4 Cross
- 4x4 Climbing

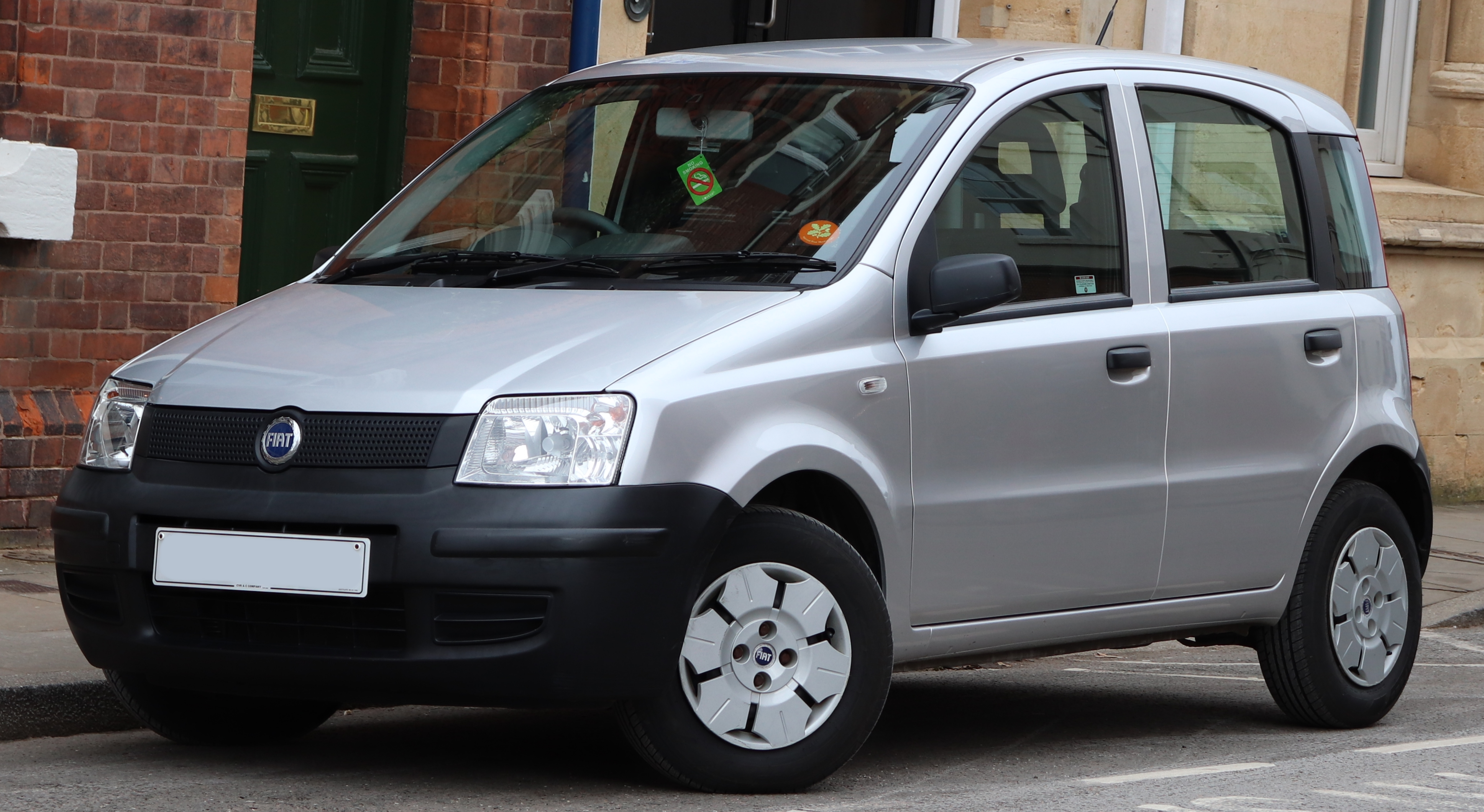
Fiat Panda II Active

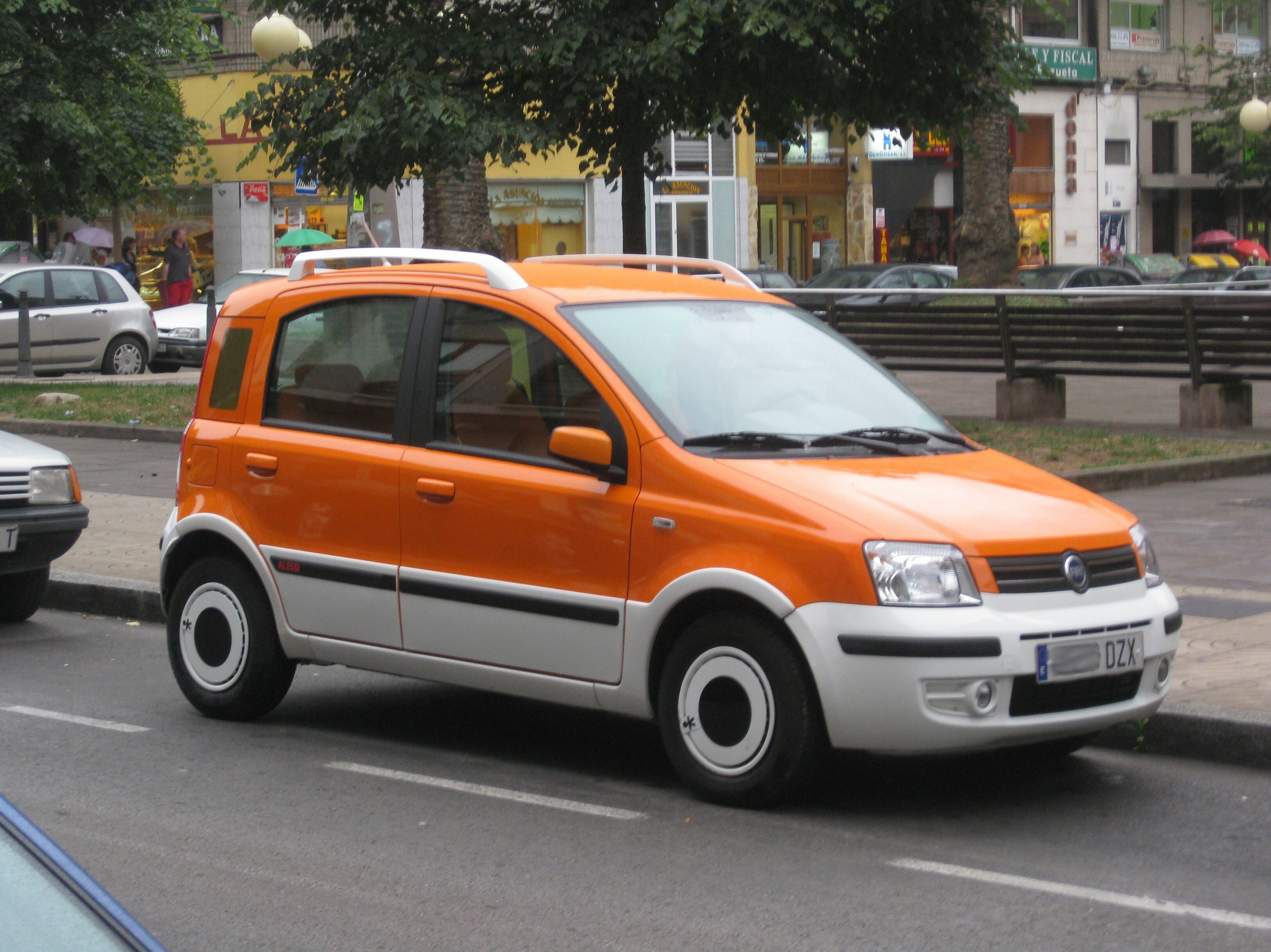
Fiat Panda II Alessi

Standardowa wersja pojazdu Actual wyposażona została w poduszkę gazową kierowcy, immobilizer oraz światła z funkcją doświetlania drogi do domu (Follow Me Home).
Wersja Active standardowo wyposażona została m.in. w instalację radiową, lakierowane zderzaki i kołpaki kół.
Odmiana Active Plus standardowo wyposażona jest m.in. w zamek centralny, elektryczne sterowanie szyb przednich oraz radioodtwarzacz kasetowy.
Wersja Dynamic standardowo wyposażona została m.in. w system ABS, wspomaganie układu kierowniczego oraz kierownicę z regulacją wysokości, a także uchwyt na napoje pomiędzy przednimi fotelami.
Odmiana Dynamic Plus standardowo wyposażona jest m.in. w zamek centralny z pilotem, poduszkę gazową pasażera, halogeny oraz relingi dachowe, radioodtwarzacz CD.
Opcjonalnie, poza wersjami wyposażeniowymi pojazd doposażyć można m.in. w klimatyzację manualną lub dwustrefową klimatyzację automatyczną, elektryczne sterowanie lusterek, system nawigacji satelitarnej, poduszki boczne oraz kurtyny gazowe, czujniki parkowania oraz system ESP, a także m.in. zmieniarkę płyt CD, alufelgi i elektrycznie sterowany panoramiczny dach.

### Wersje wyposażenia (2007)
- Fresh
- Actual
- Active
- Dynamic
- My Life
- Sport 100 HP
- 4x4
- 4x4 Cross – niczym się nie różni oprócz zmian w wyniku zmiany generacji modelu, choć w przeciwieństwie do poprzedniej generacji modelu nie ma innych świateł jak w wersji 4x4. Ze swoim napędem 4x4 może konkurować z Suzuki Jimny oraz Jeepem Wranglerem[29], ale jego najbliższymi konkurentami są: Volkswagen CrossUp!, Hyundai i20 Active, Ford Fiesta Active. Jednak konkurenci nie mają napędu 4x4. Spalanie w terenie wynosi ok. 5,5 l/100 km.[29]

Standardowe wyposażenie podstawowej wersji Fresh obejmuje m.in. poduszkę powietrzną kierowcy, system ABS z EBD, pełnowymiarowe kołpaki kół, lakierowane zderzaki, światła z funkcją doświetlania drogi do domu (Follow Me Home) i pełnowymiarowe koło zapasowe.
Bogatsza wersja Actual dodatkowo wyposażona jest w m.in. poduszkę powietrzną pasażera, regulację wysokości kierownicy i elektryczne wspomaganie kierownicy.
Kolejna w hierarchii wersja – Active dodatkowo została wyposażona w m.in. centralny zamek z pilotem, elektrycznie regulowane lusterka, elektrycznie regulowane szyby przednie i radioodtwarzacz z CD.
Topowa wersja Dynamic została ponadto wyposażona w m.in. boczne poduszki powietrzne, klimatyzację manualną i gniazdko elektryczne 12 V w bagażniku.
Opcjonalnie samochód wyposażyć można było w m.in. lakier metalizowany, relingi dachowe, felgi aluminiowe 14-calowe, kierownicę pokrytą skórą, klimatyzację automatyczną, automatyczną skrzynię biegów Dualogic, czujniki cofania, system ESP, kurtyny powietrzne i radio z CD i MP3.

#### Wersje limitowane
- Alessi – specjalne wydanie Pandy w dwukolorowej karoserii (czarno-biała, pomarańczowo-biała, zielono-biała) wyposażonej m.in. w nowy, głośniejszy system dźwiękowy i niepowtarzalne wykończenia wewnątrz. Model zadebiutował podczas targów motoryzacyjnych w Mediolanie w kwietniu 2004 roku. Alessi produkowane jest tylko w wersji z kierownicą po lewej stronie[30].
- Luxury – jedna wersja limitowana modelu zbudowanego specjalnie dla szejka z Dubaju. Auto zaprezentowane zostało w lutym 2006 roku. Jest to model 4x4 wyposażony w platynowe słupki oraz perłowy kolor lakieru. Wnętrze pojazdu wykonane zostało ze srebra, metali szlachetnych, skórzanej tapicerki, a niebieskie logo marki Fiat wykonano z niebieskich kryształków i stali szlachetnej.
- Monster – wersja limitowana zaprezentowana w kwietniu 2006 roku powstała w liczbie 695 egzemplarzy[19]. Design pojazdu inspirowany jest nowym motocyklem Ducati – Monster 695. Auto bazuje na wersji 4x4 i napędzane jest silnikiem wysokoprężnym 1.3 Multijet o mocy 70 KM. Pojazd seryjnie został wyposażony m.in. w złote zaciski hamulcowe, klimatyzację automatyczną, system zestawu głośnomówiącego Bluetooth do radia z odtwarzaczem CD i MP3. Wnętrze pojazdu wykończono czarną skórzaną tapicerką oraz alkantarą.
- 4x4 Glam Edition – pojazd zaprezentowany w 2008 roku.
- 4x4 Adventure – pojazd zaprezentowany w lipcu 2009 roku. Auto wyróżnia się zielonym kolorem nadwozia, wyposażonym w terenowy pakiet stylistyczny. Pojazd posiada napęd na cztery koła oparty na sprzęgle wiskotycznym oraz dwóch mechanizmach różnicowych. Pod maską pojazdu pracować może silnik benzynowy 1.2 60 KM lub silnik wysokoprężny 1.3 Multijet 70 KM. Pakiet stylistyczny obejmuje m.in. ciemne boczne słupki dachowe i lusterka, przyciemniane szyby i klosze reflektorów, relingi dachowe oraz szerokie listwy ochronne na drzwiach i czarna osłona w pasie przednim. Wzmocnione zostało także zawieszenie pojazdu, które przewiezie maksymalnie 445 kg ładunku[23].

### Prototypy

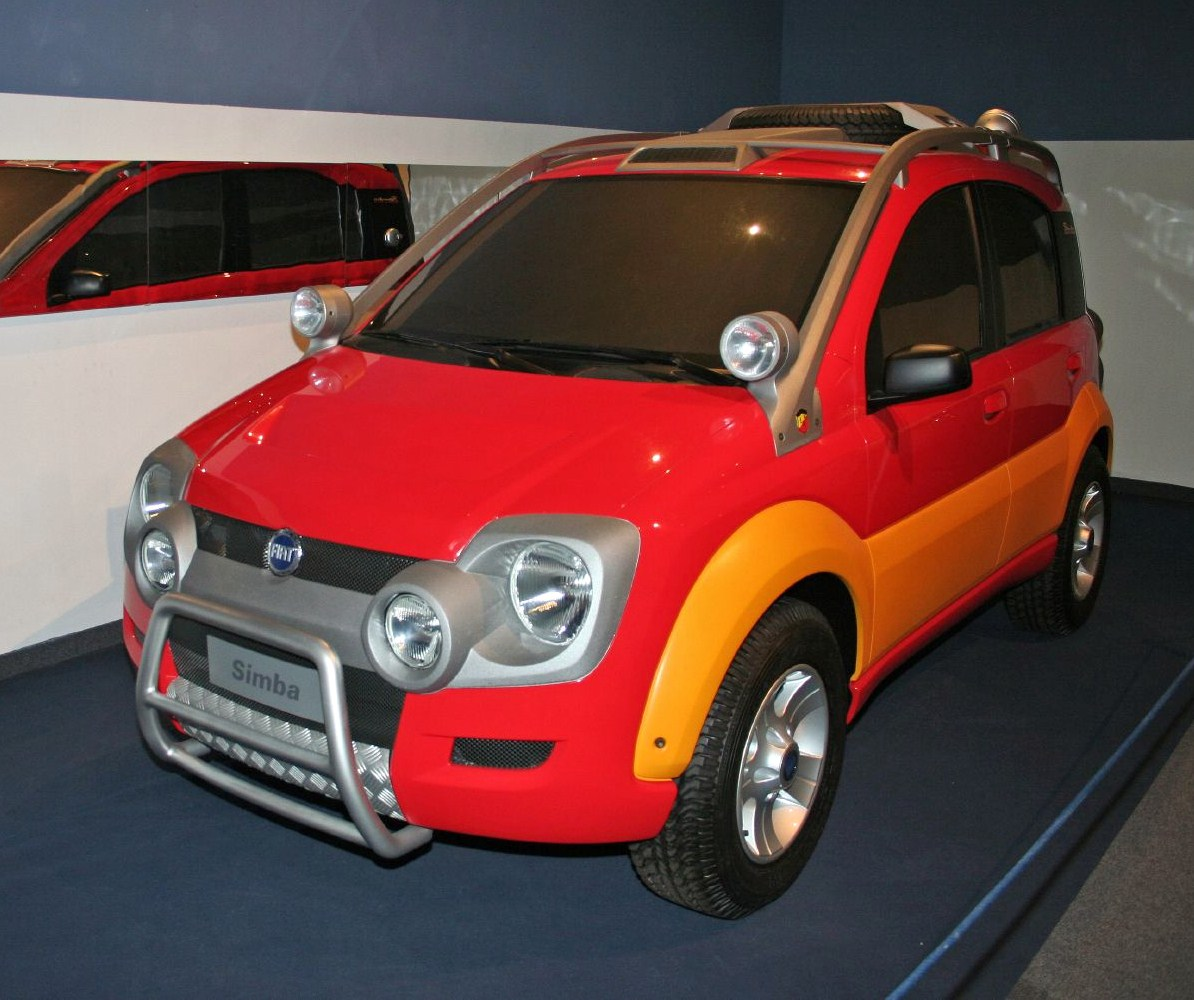
Fiat Simba

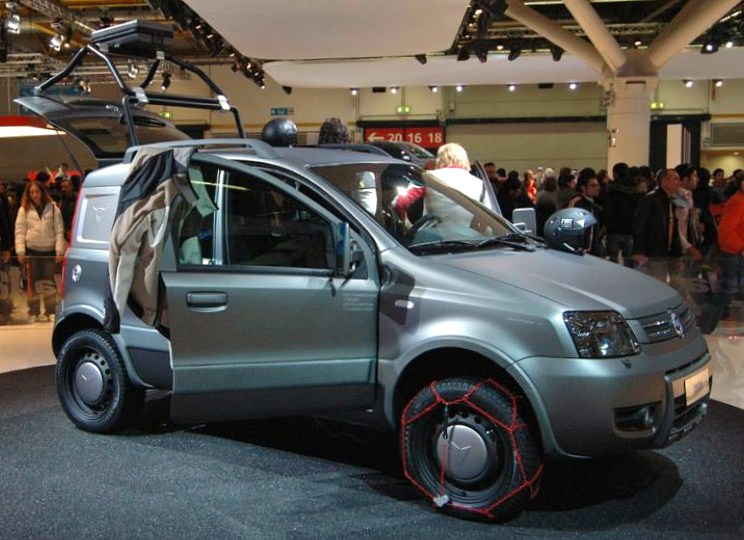
Fiat Panda Tanker

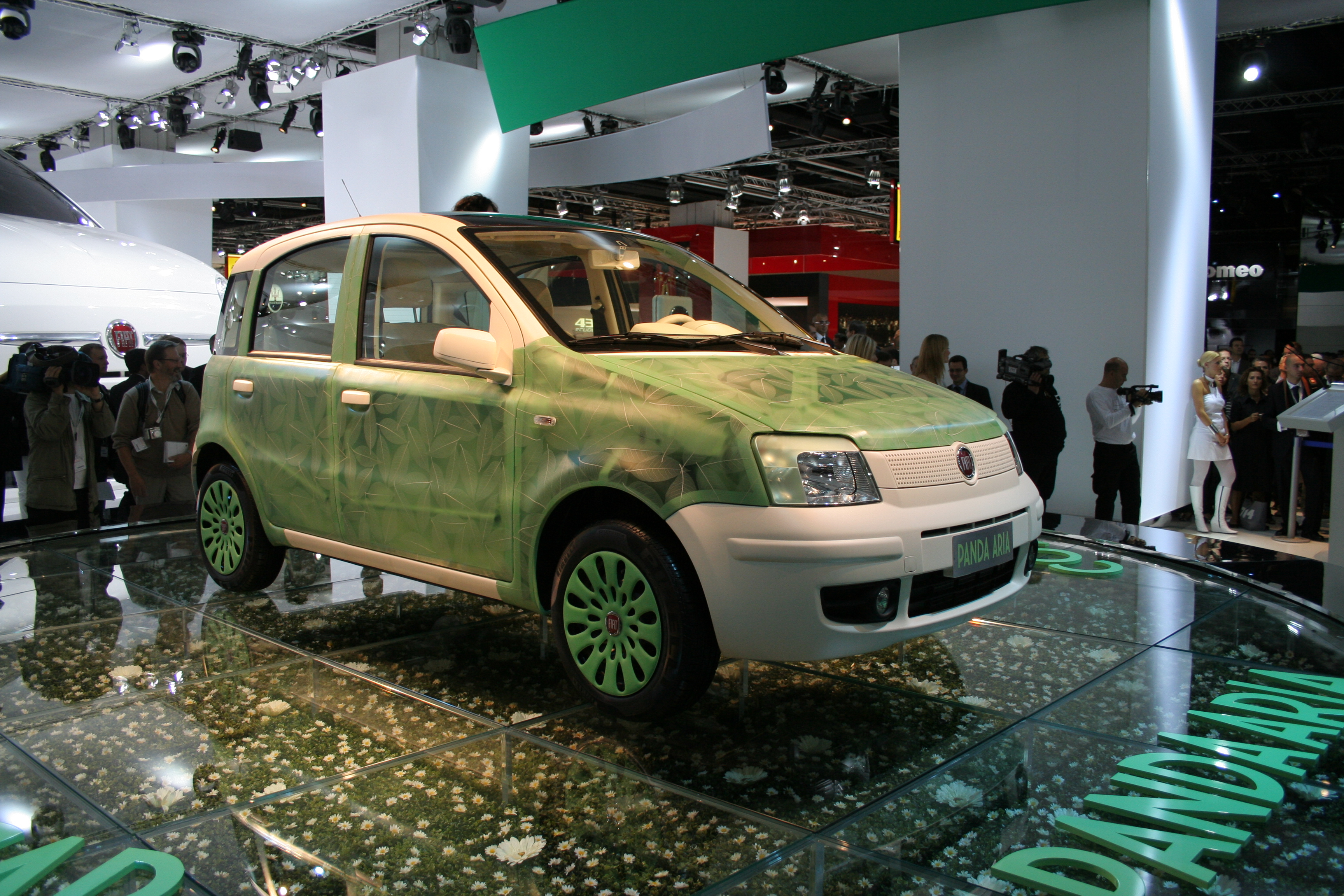
Fiat Panda Aria

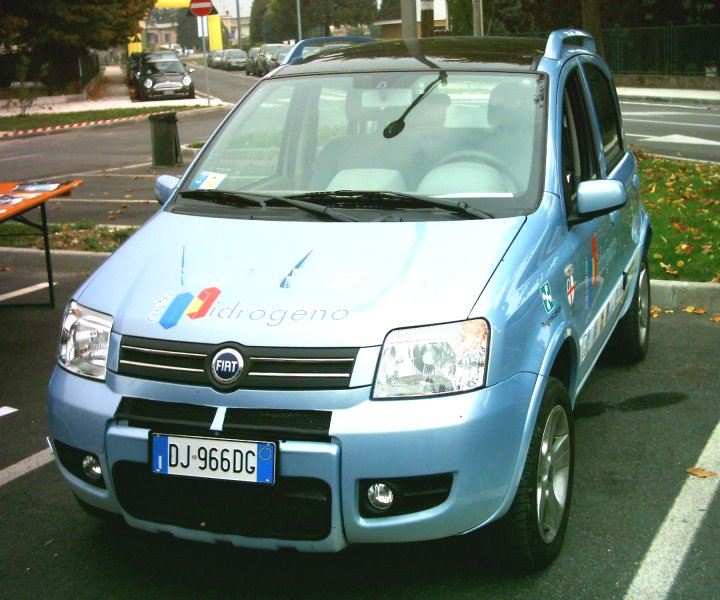
Fiat Panda Hydrogen

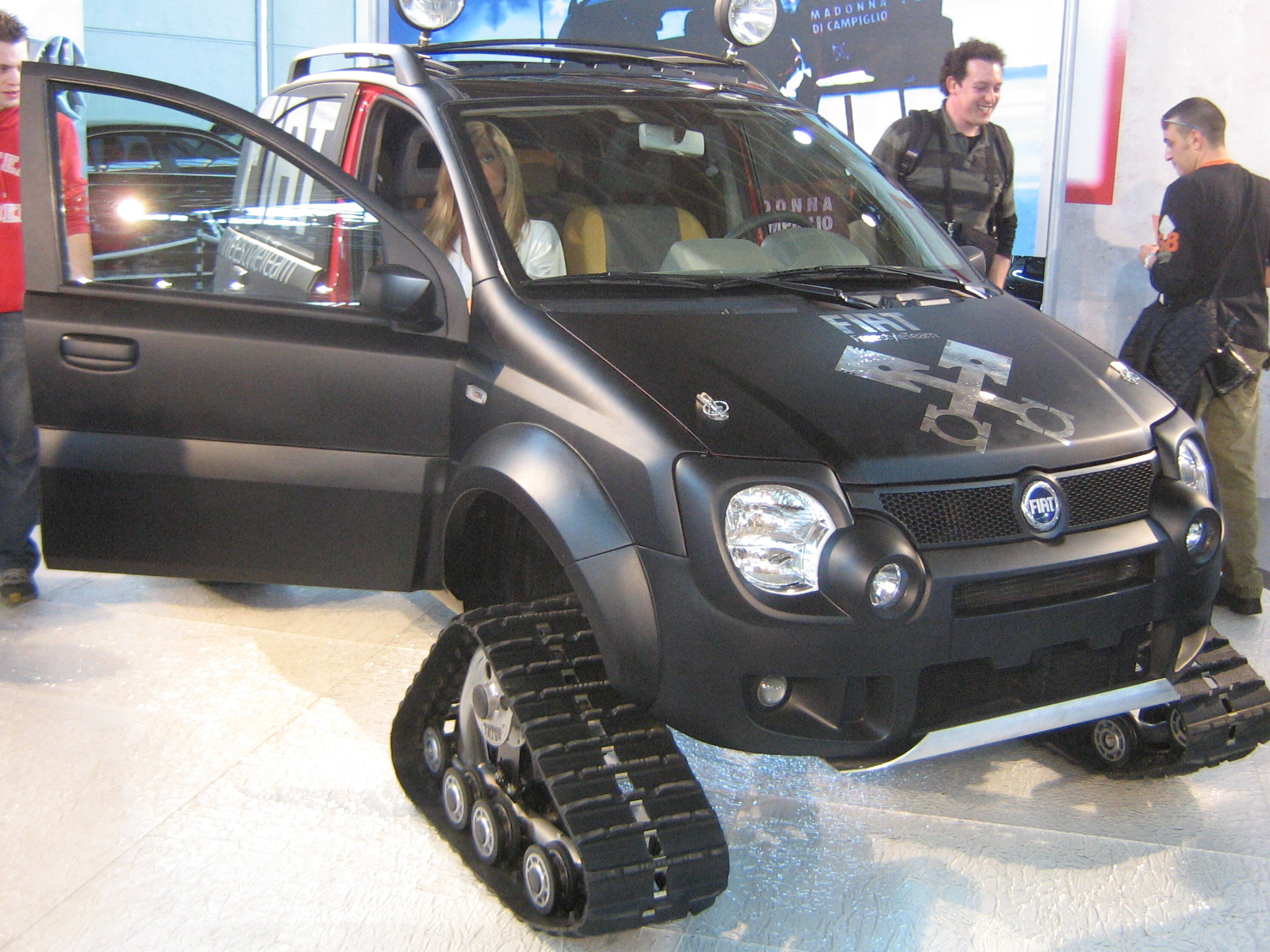
Fiat Panda II Cross Caterpillar

- Marrakech – pojazd został zaprojektowany i zbudowany przez studio projektowe I.DE.A. Samochód został po raz pierwszy zaprezentowany podczas targów motoryzacyjnych w Genewie w marcu 2003 roku. Auto pozbawione zostało dachu, drzwi oraz tylnej i bocznych szyb oraz wyposażone w napęd na cztery koła. W środku pojazdu umieszczono 4 fotele[31].

- Simba – pojazd został po raz pierwszy zaprezentowany podczas targów motoryzacyjnych w Bolonii w 2003 roku. Pojazd stał się podstawą do opracowania wersji produkcyjnej 4x4[32].

- MultiEco – pojazd zaprezentowany po raz pierwszy podczas targów motoryzacyjnych w Genewie w 2006 roku. Koncept samochodu stanowi zaawansowane pionierskie osiągnięcia w zakresie emisji i zużycia, łącząc technologie, które już istnieją lub są gotowe do produkcji. Wnętrze wykonane materiałów kompatybilnych (recyklingu lub pochodzenia naturalnego) na zewnątrz i wewnątrz. Osiągi są jeszcze bardziej interesujące przez skrupulatną optymalizację z aerodynamiką i znaczne zmniejszenie wagi. Oprócz zmodyfikowanego i oszczędnego silnika model nie różni się od Pandy Hydrogen.

- Terramare 4 – pojazd stworzony został w Mediolanie, zrodzony z pomysłu Maurizio Zanisi, a stworzony przez byłego inżyniera Iso Rivolta. Pojazd jest zbudowany na bazie podwozia Pandy 4x4, ale z mobilną, nadmuchiwaną tratwą ratunkową. Pas napędowy i ciąg wody prowadzony jest poza osią tylną[18].

- Jolly – unikatowy kabriolet stworzony przez Fiat Styling Center i Stola i inspirowane przez wygląd łodzi. Służyła jako specjalny autobus w Capri latem 2006 roku. Materiały zaprojektował Paola Lenti. Inspirowany przez styl i funkcjonalność elementów, które przypominają ducha i sposobu życia z lat 60. Samochód ma się kojarzyć z jachtem[18].

- Tanker – pojazd zaprezentowany podczas targów motoryzacyjnych w Bolonii w 2006 roku. Auto jest 3-drzwiową wersją Pandy 4x4. Wnętrze pojazdu wyposażone zostało w sportowe siedzenia oraz matowy czarny lakier dodający modelowi sportowego charakteru. Brak tylnych siedzeń oraz aluminiowe wzmocnienie umożliwia przewóz 4 rowerów górskich[33].

- Aria – pojazd zaprezentowany podczas targów motoryzacyjnych we Frankfurcie w 2007 roku. Auto wyposażone zostało w nowe technologie przyjazne dla środowiska, m.in. w silnik wyposażony w system Fiat Multiair, który wykorzystuje elektryczny zawór aktywacji systemu[18].

- PanDAKAR – pojazd wyprodukowany w dwóch egzemplarzach na potrzeby Lizbońskiego Rajdu Dakar w 2007 roku. Oba egzemplarze pojazdu wyposażone zostały w silnik wysokoprężny 1.3 Multijet o mocy 105 KM połączony z 6-biegową manualną skrzynią biegów. Auta zostały wyposażone specjalnie do tego rajdu w akcesoria tj.: aluminiowe platformy pomagające wydobyć pojazd z miękkiego piasku, łopatki, zapasowe koła, rezerwy wody dla załogi, a także inne specjalistyczne urządzenia przydatne podczas rajdu[18].

- Hydrogen[34] – prototyp pojazd ekologicznego napędzanego paliwem wodorowym zaprezentowany w 2006 roku. Pojazd jest wynikiem współpracy Fiat Auto, Centro Ricerche Fiat oraz Fiat Powertrain Research & Technology wspieranych przez Ministerstwa Badań i Środowiska. Auto jest przykładem systemu typu „Full Power” charakteryzującym się w przeciwieństwie do aut systemu Fuell Cell brakiem tradycyjnych akumulatorów służących do gromadzenia energii elektrycznej. Nowy system Fuel Cell jest w stanie wytworzyć całą niezbędną dla elektrycznego silnika trakcyjnego moc.

System ten składa się głównie z trzech ogniw paliwowych firmy Nuvera, z innowacyjnej turbodmuchawy zasilającej ogniwa powietrzem, z urządzenia nawilżającego i chłodzącego do właściwego zarządzania wchodzącymi w reakcję gazami oraz z serii komponentów pomocniczych. System został umieszczony pod podłogą pojazdu. Ogniwa paliwowe składają się z kilku komór połączonych w szereg, w których cząsteczki wodoru i tlenu doprowadzane są do reakcji za pomocą katalizatora, wytwarzając wodę i ciepło oraz energię elektryczną, przy emisji na poziomie zerowym.
System wytwarzania energii elektrycznej jest zasilany wodorem o ciśnieniu około 1,5 bara i tlenem zawartym w powietrzu. Wytwarza on energię elektryczną osiągając 60% maksymalnego napięcia już przy 20% maksymalnej mocy. Pojemnik z wodorem o ciśnieniu 350 barów, który zasila Fuel Cell, zainstalowany jest pod podłogą z tyłu samochodu.
Jednostka napędowa osiąga maksymalną moc 60 kW, dzięki czemu samochód może osiągnąć maksymalną prędkość ponad 130 km/h, przy przyspieszeniu od 0 do 50 km/h w 5 sekund. Pojemność zbiornika wodoru w Pandzie Hydrogen zapewnia przejechanie ponad 200 km w cyklu miejskim. Czas tankowania jest bardzo krótki, poniżej 5 minut, porównywalny do tankowania samochodów na metan.

### Wielkość produkcji[35]
| Rok  | Wielkość produkcji (szt.) |
| ---- | ------------------------- |
| 2003 | 86 046                    |
| 2004 | 236 608                   |
| 2005 | 231 982                   |
| 2006 | 262 178                   |
| 2007 | 260 695                   |
| 2008 | 247 131                   |
| 2009 | 298 020                   |
| 2010 | 246 064                   |
| 2011 | 205 765                   |
| 2012 | 94 002                    |

## Trzecia generacja

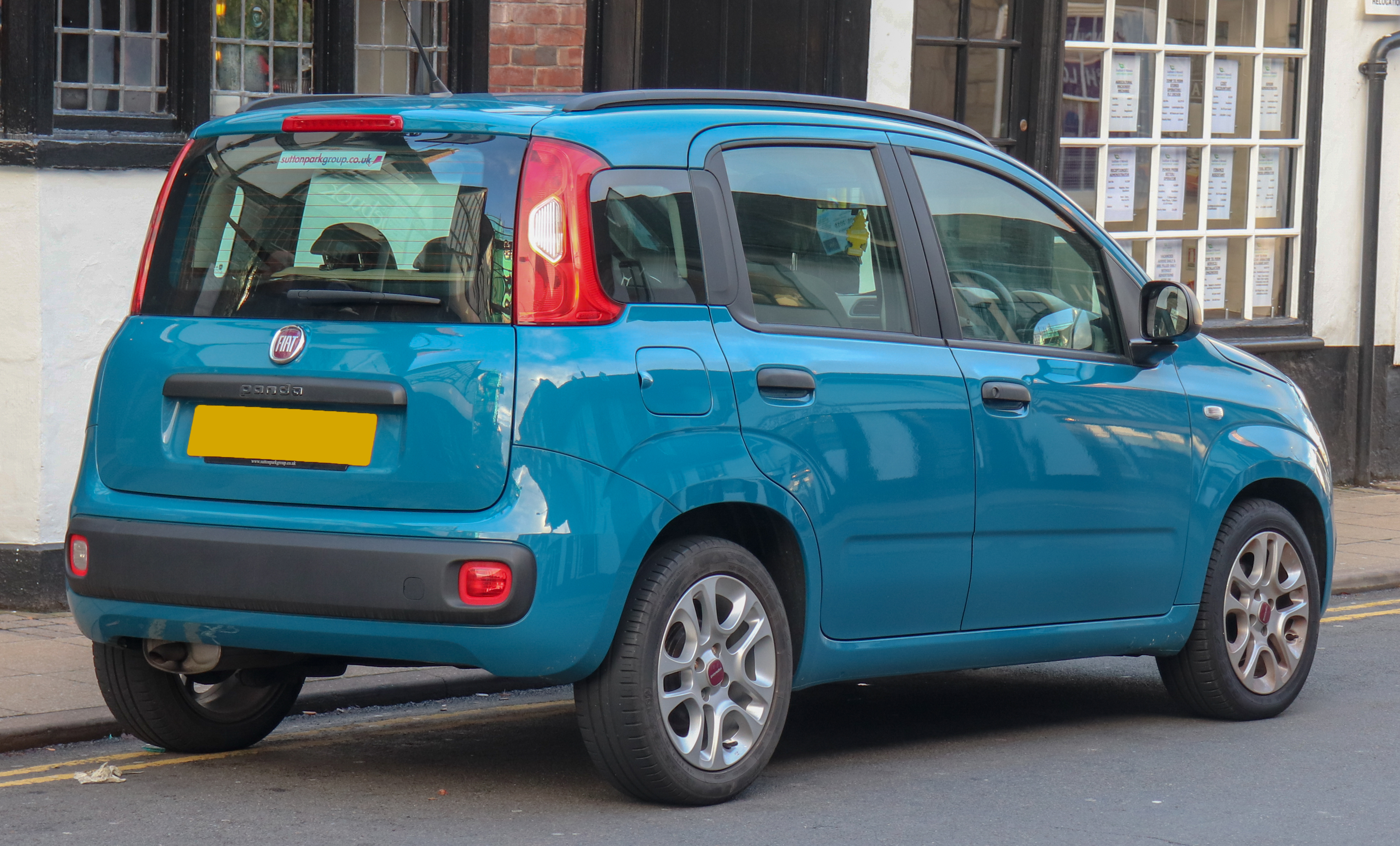
Fiat Panda III – tył

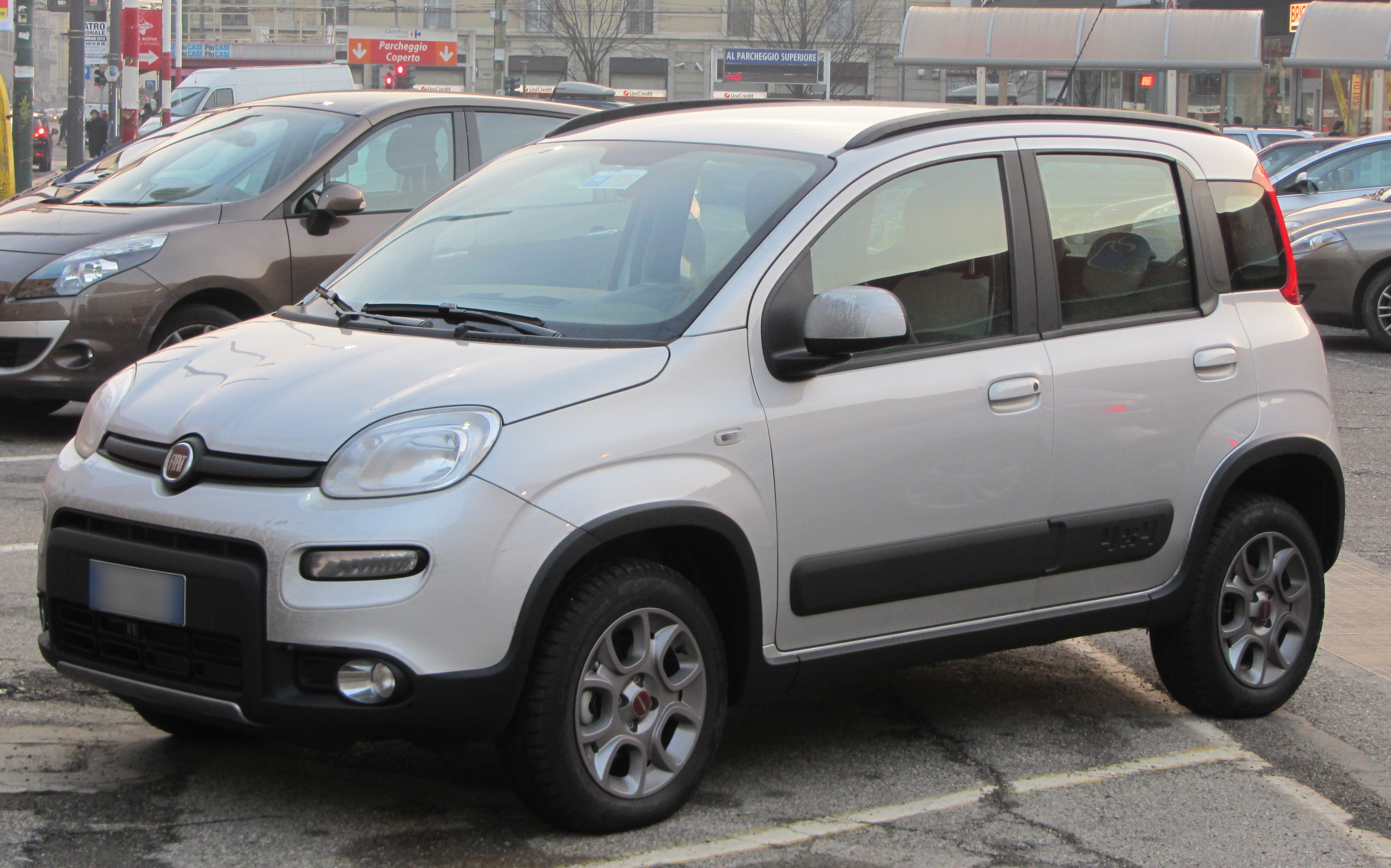
Fiat Panda III 4x4

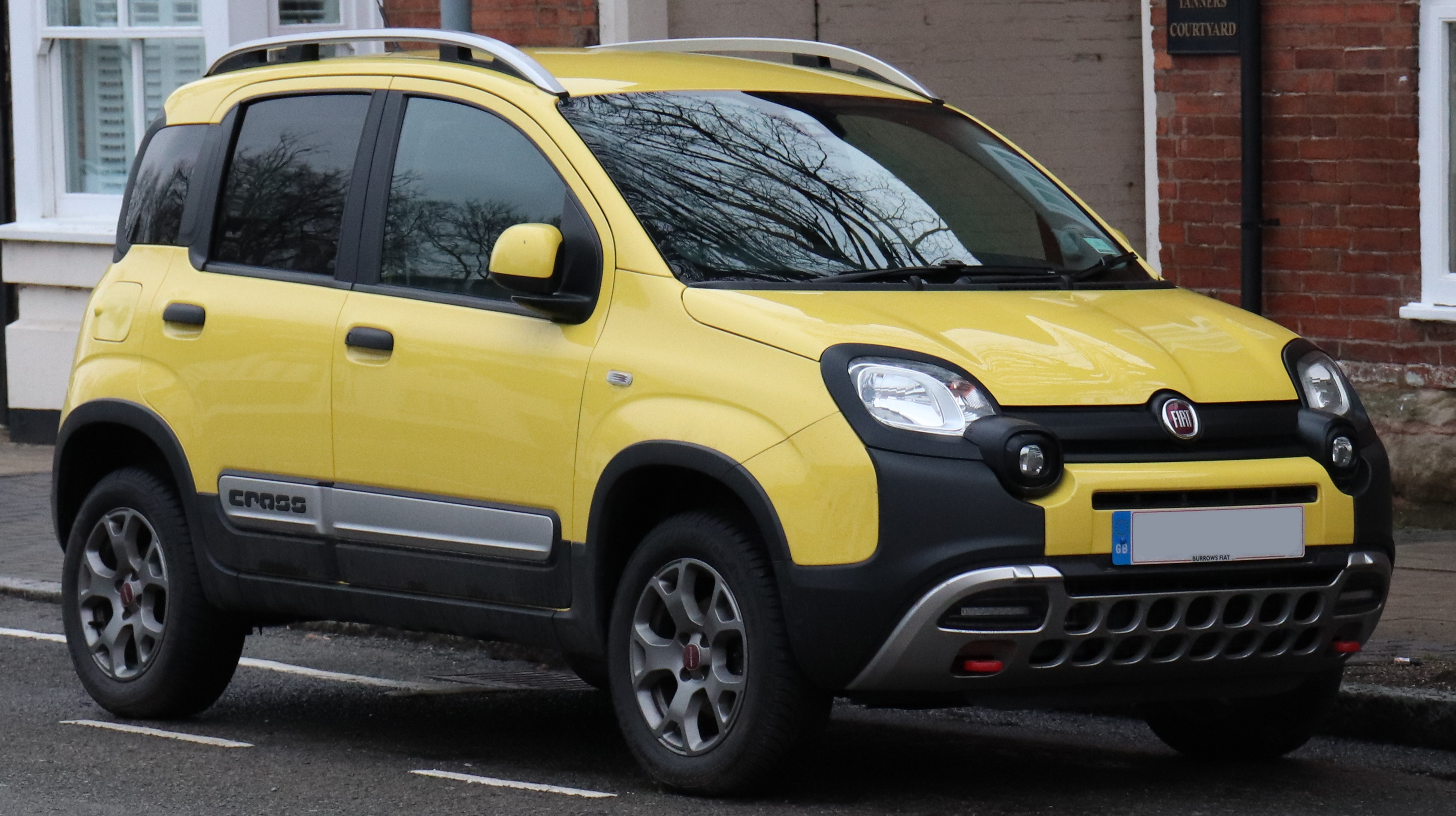
Fiat Panda III Cross

Fiat Panda III został po raz pierwszy zaprezentowany podczas targów motoryzacyjnych we Frankfurcie w 2011 roku.
Pojazd zbudowany został na bazie płyty podłogowej Fiat Mini Platform wykorzystanej do produkcji modeli 500, 500L, Forda Ka oraz Lancii Ypsilon. W przeciwieństwie do drugiej generacji pojazdu, produkcję auta przeniesiono z polskiej fabryki w Tychach do włoskiej fabryki w Pomigliano d'Arco. Pojazd jest dłuższy, szerszy i niższy od poprzednika. Auto otrzymało zaokrąglone kształty nadwozia.
W 2015 roku wprowadzono zmodernizowany silnik 1.3 MultiJet, który od teraz oferował moc 95 KM (zamiast 75 KM).
W 2016 roku samochód przeszedł drobny face lifting. Klienci będą mogli wybierać spośród dwóch nowych kolorów (czerwony Amore, szary Colosseo) i nowych wzorów felg. Producent skupił się na polepszeniu jakości materiałów we wnętrzu. Zmieniono wygląd deski rozdzielczej na bardziej nowoczesny i łatwiejszy w obsłudze. Na fotelach pojawiły się nowe wzory tapicerki i kolory. Na liście wyposażenia Pandy pojawił się nowy system multimedialny U-connect, który umożliwia komunikację ze smartfonem poprzez specjalną aplikację, obsługuje Bluetooth, streaming audio i odczytuje pliki poprzez złącze USB.
17 listopada 2017 roku wyprodukowano milionowy egzemplarz Pandy trzeciej generacji. Jubileuszowym egzemplarzem była wersja City Cross z silnikiem 1.2 8V w białym kolorze. Samochód został sprzedany na rynku włoskim.
1 września 2018 roku zakończono produkcję odmiany wysokoprężnej ze względu na m.in. niskie zainteresowanie (wersja wysokoprężna stanowiła 4% sprzedaży) i plany marki ograniczające liczbę samochodów z silnikami Diesla.
W 2020 roku Fiat Panda znalazł się wśród liderów wyników corocznego rankingu niezawodności „What Car?”. Spośród 218 samochodów, Panda zajęła 8. miejsce, z wynikiem niezawodności na poziomie 96%. W tym samym roku samochód przeszedł drugą drobną modernizację. Wprowadzono m.in. nowe wersje wyposażenia, nowy system multimedialny uconnect, nowe kolory lakierów. Równocześnie wycofano ostatecznie ze sprzedaży silnik 1.2 8V.

### Zmiana nazwy
W marcu 2024 roku, w związku z nadchodzącą wówczas premierą kolejnej czwartej generacji Pandy i podjęciu decyzji o zachowaniu dotychczasowego modelu w produkcji, samochód zmienił dla porządku nazwę na Fiat Pandina. W związku z zaostrzeniem się unijnych przepisów w sprawie minimalnego wyposażenia z zakresu bezpieczeństwa, model zyskał m.in. asystent monitorowania martwego pola czy system utrzymywania w pasie, a ponadto wprowadzono nowy wzór koła kierownicy i cyfrowe zegary.

### Panda Hybrid
Na początku 2020 roku zadebiutowała nowa odmiana Fiata Panda. Pojazd wykorzystuje trzycylindrowy silnik 1.0 FireFly o mocy 70 KM, łączony z 6-biegową manualną skrzynią biegów. Do tego został zamontowany układ BSG (tzw. układ miękkiej hybrydy), który został zamontowany bezpośrednio na silniku i obsługiwany jest przez pasek, który napędza również mechanizmy pomocnicze. System pozwala na odzyskanie energii podczas hamowania i zwalniania, przechowywanie jej w akumulatorze litowym o pojemności 11 Ah i wykorzystanie, przy maksymalnej mocy 3600 W, do ponownego uruchomienia silnika w trybie Stop&Start i wspomagania go podczas przyspieszania. Według producenta ten zabieg ma obniżyć zużycie paliwa i emisję CO2 nawet o 30%.

### Wersje wyposażenia[47]
- Fresh
- Easy
- Pop
- Lounge
- 4x4 – oprócz zmian w wyniku debiutu niczym się nie zmienił, rozszerzył się za to rynek konkurentów, nimi są np. Volkswagen CrossUp!, Samochód dobrze sprawdza się na leśnych drogach i na wysokich wzniesieniach[48]. Jak w poprzedniej generacji modelu jest też wersja 4x4 Cross.
- Van[49]

| Fresh  | 1.2 8V (69 KM) Standardowe wyposażenie podstawowej wersji Fresh obejmuje m.in. cztery poduszki powietrzne, system ABS z EBD, światła do jazdy dziennej, elektryczne wspomaganie kierownicy Dualdrive™, elektrycznie regulowane szyby przednie, centralny zamek. |
| Easy   | 1.2 8V (69 KM), 1.3 MultiJet (75 KM) Bogatsza wersja Easy względem wersji Fresh dodatkowo wyposażona jest w m.in. relingi dachowe, centralny zamek ze sterowaniem zdalnym.                                                                                      |
| Lounge | 1.2 8V (69 KM), 0.9 TwinAir (85 KM) Topowa wersja Lounge względem wersji Active została dodatkowo wyposażona w m.in. radioodtwarzacz z CD/MP3 i 6 głośnikami, dzieloną tylną kanapę, klimatyzację manualną.                                                     |

W 2021 roku wprowadzono nowe wersje wyposażenia:
| Panda     | 1.0 Hybrid (70 KM) Standardowe wyposażenie podstawowej wersji Panda obejmuje m.in. 14-calowe felgi z kołpakami, klimatyzację manualną, 4 poduszki powietrzne, elektryczne wspomaganie kierownicy Dualdrive™, ESP, elektrycznie regulowane szyby przednie, centralny zamek, oraz radio DAB z dwoma głośnikami. |
| City Life | 1.0 Hybrid (70 KM) Bogatsza wersja City Life względem wersji Panda dodatkowo wyposażona jest w m.in. 15-calowe felgi aluminiowe, relingi dachowe, centralny zamek z pilotem, Bluetooth, oraz sterowanie radiem z kierownicy.                                                                                  |

### Wersje specjalne

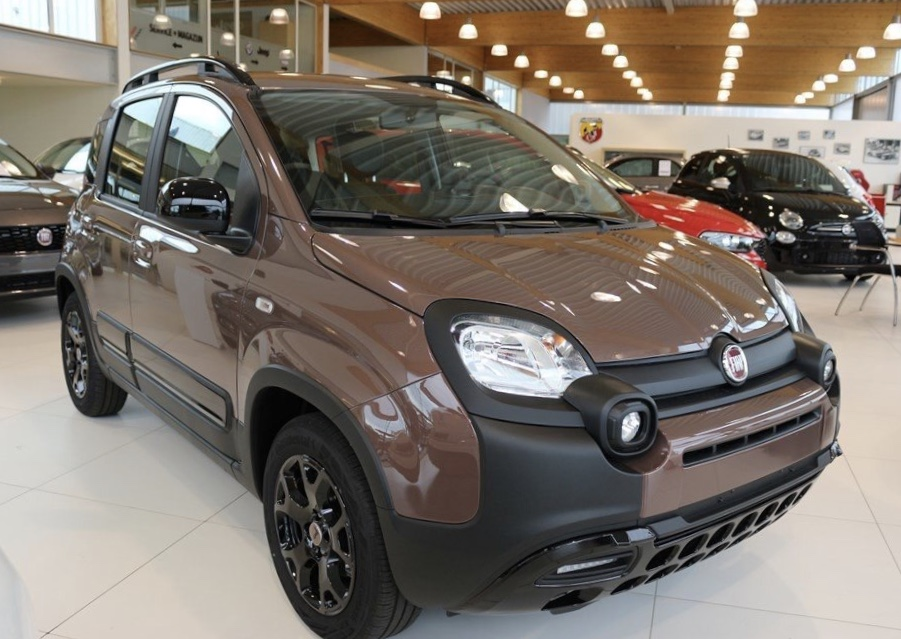
Fiat Panda III Trussardi

- 4x4 Antartica – wersja limitowana stworzona w hołdzie 30 lat sukcesu miejskiego samochodu z napędem na cztery koła[50].
- Young – wersja limitowana zaprezentowana w 2014 roku.
- K-Way –  wersja limitowana zaprezentowana w marcu 2015 roku podczas targów motoryzacyjnych w Genewie.
- 4x4 Cross – przeprojektowana Panda 4x4. Przód pojazdu otrzymał dodatkowe plastikowe nakładki na lampy, które połączone zostały z wypukłymi halogenami. W dolnej części zderzaka pomalowanej na kolor srebrny oraz z charakterystycznymi dla pojazdów Off-Roadowych otworami umieszczono światła do jazdy dziennej wykonane w technologii LED. W pojeździe wykorzystano układ Torque On Demand, obejmujący dwa mechanizmy różnicowe oraz elektroniczne sprzęgło międzyosiowe[51]. Samochód otrzymał wyższe zawieszenie, opony o wyższym profilu oraz elektroniczną blokadę dyferencjału. Nowością jest również system Terrain Select, który umożliwia kierowcy dostosowania pracy układu napędowego do zróżnicowanego terenu. Dostępne tryby to Auto, Lock i Hill Descent[52].
- Waze – wersja limitowana wyposażona w oryginalny wygląd nadwozia obejmujący m.in. sześć nowych, dwubarwnych opcji konfiguracji nadwozia, ozdobionych znaczkiem „Waze" i połyskującymi, czarnymi detalami w dolnej części zderzaka, uchwytach drzwi i obudowie lusterek, a także 15" alufelgach. We wewnątrz pojazdu znajdziemy aplikację Waze w systemie multimedialnym „U-Connect”[53].
- Trussardi – wersja limitowana oparta na wersji Cross zaprezentowana w 2019 roku. Przez producenta określana jako pierwsza luksusowa Panda w historii[54].

### Prototypy
- 4x4 Monster Truck[55] – wersja stworzona w celach kampanii reklamowej wersji 4x4

### Silniki
| Silnik                                          | Pojemność skokowa [cm³] | Typ silnika        | Moc maksymalna [KM] przy obr./min | Maks. moment obrotowy [Nm] przy obr./min | Przyspieszenie 0–100 km/h [s] | Prędkość maks. [km/h] |                    |                    |                    |
| Silniki benzynowe:                              | Silniki benzynowe:      | Silniki benzynowe: | Silniki benzynowe:                | Silniki benzynowe:                       | Silniki benzynowe:            | Silniki benzynowe:    | Silniki benzynowe: | Silniki benzynowe: | Silniki benzynowe: |
| ----------------------------------------------- | ----------------------- | ------------------ | --------------------------------- | ---------------------------------------- | ----------------------------- | --------------------- | ------------------ | ------------------ | ------------------ |
| 0.9 TwinAir                                     | 964                     | R2                 | 65 (48)/6250                      | 88/3500                                  | 15,7                          | 159                   |                    |                    |                    |
| 0.9 TwinAir                                     | 875                     | R2                 | 85 (63)/5500                      | 145/1900                                 | 11,2                          | 177                   |                    |                    |                    |
| 1.2 8V                                          | 1242                    | R4                 | 69 (51)/5500                      | 102/3000                                 | 14,2 4x4 - 20,0               | 164 154               |                    |                    |                    |
| Silniki wysokoprężne:                           |                         |                    |                                   |                                          |                               |                       |                    |                    |                    |
| 1.3 Multijet                                    | 1248                    | R4                 | 75 (55)/4000                      | 190/1750                                 | 12,8 4x4: 14,5                | 168 4x4: 159          |                    |                    |                    |
| 1.3 Multijet                                    | 1248                    | R4                 | 95 (70)/4000                      | 200/1750                                 | 11,0                          | 182                   |                    |                    |                    |
| Silniki napędzane CNG/LPG:                      |                         |                    |                                   |                                          |                               |                       |                    |                    |                    |
| 0.9 TwinAir Turbo Natural Power (benzyna/metan) | 875                     | R2                 | 80 (59)/b.d.                      | 140/2500                                 | 12,8                          | 168                   |                    |                    |                    |
| 1.2 8V LPG                                      | 1242                    | R4                 | 69 (51)/b.d.                      | 102/3000                                 | 14,2                          | 164                   |                    |                    |                    |

## Sprzedaż w Polsce
| Rok  | Pozycja | Liczba sprzedanych sztuk | Udział w rynku |
| ---- | ------- | ------------------------ | -------------- |
| 2003 | 5       | 13 741                   | 3,8%           |
| 2004 | 1       | 31 074                   | 9,4%           |
| 2005 | 2       | 16 239                   | 6,5%           |
| 2006 | 3       | 13 019                   | 5,1%           |
| 2007 | 4       | 11 584                   | 3,7%           |
| 2008 | 5       | 9646                     | 2,8%           |
| 2009 | 7       | 8557                     | 2,5%           |
| 2010 | 9       | 6915                     | 2,1%           |
| 2011 | 5       | 6977                     | 2,2%           |
| 2012 | 8       | 5954                     | 1,9%           |
| 2013 | b.d.    | 2500                     | b.d.           |
| 2014 | b.d.    | 1751                     | b.d.           |
| 2015 | b.d.    | 1556                     | b.d.           |
| 2016 | b.d.    | 942                      | b.d.           |
| 2017 | b.d.    | 682                      | b.d.           |
| 2018 | b.d.    | 1022                     | b.d.           |
| 2019 | b.d.    | 1091                     | b.d.           |
| 2020 | b.d.    | 1042                     | b.d.           |